# Glommen
Glommen est un village de pêche en Halland, Suède. Le village a une population de 687 habitants (2005). Le Glumsten, un bloc erratique, est mentionné dès le XIe siècle.

## Culture locale et patrimoine

### Lieux et monuments
Le phare de Morups Tånge se trouve dans le village de Glommen. Sa construction a débuté en 1841, et il a été mis en service en 1843.